# Fibróza

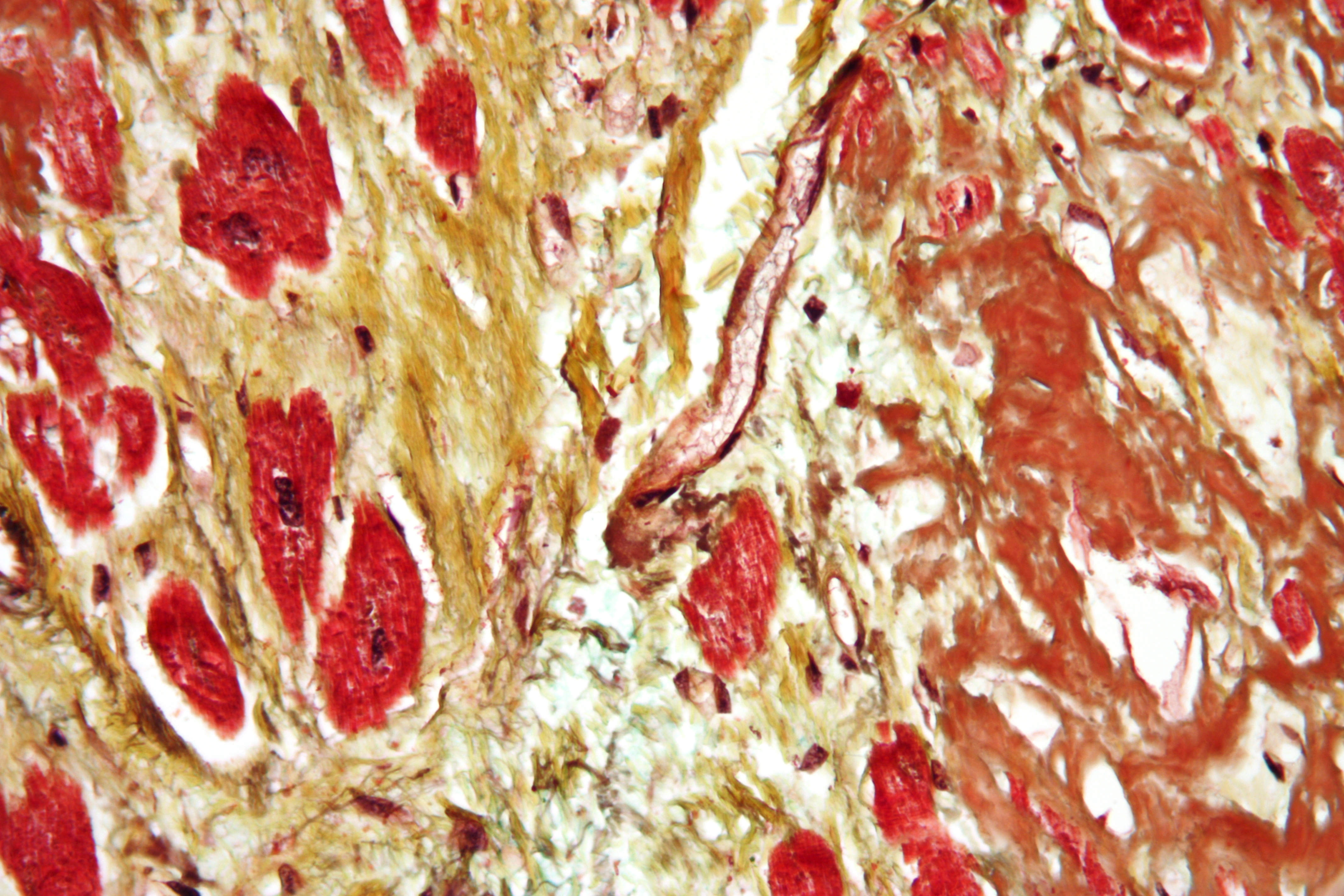
Histologický preparát myokardu při senilní amyloidóze. Fibróza s nahromaděním kolagenních vláken vlevo (žlutě), depozita amyloidu vpravo (hnědě).
Barvení dle Movata (jádra a elastická vlákna černě; kolagen a retikulární vlákna žlutě; základní hmota a mucin modře; fibrin světle červeně; sval červeně)

Fibróza je stav zmnožení vaziva, typu pojivové tkáně, jakožto důsledku hojivého procesu po zánětu, zranění či reparativní reakce na různé typy podnětů, včetně příčin nejasné etiologie. Byla nalezena souvislost s akumulací železa.
Fibrotickým procesem se u parenchymatózních orgánů zvyšuje poměr vaziva na úkor funkční tkáně, dochází ke snížení fyziologické funkčnosti a jejich ztuhnutí. Při hojení rány dochází ke vzniku fibrotické jizvy. Proliferativní zánět způsobuje přeměnu fibrinového exsudátu, organizaci fibrinu a novotvorbu cév s vazivem – granulační tkáně či hyperplazii. Dochází k pučení fibroblastů a tvorbě buněk endotelu. Proliferaci lze tlumit kortizonem.
Typ nezhoubného mezenchymového nádoru fibrom vychází z fibrocytů produkujících kolagenní vlákna.

## Fyziologie
Při fibrotickém procesu je stimulována činnost fibroblastů produkujících kolagen a glykosaminoglykany. Proces je iniciován imunitními buňkami, včetně makrofágů, které uvolňují rozpustné faktory stimulující fibroblasty. Nejvíce charakteristickým profibrotickým mediátorem je skupina cytokinů TGF-β, sekretovaná makrofágy stejně tak i poškozenou tkání. Mezi další rozpustné mediátory fibrózy patří CTGF, růstový faktor PDGF a interleukin 4 (IL-4). Tyto molekuly aktivují dráhy signální transdukce AKT/mTOR a SMAD do jádra, což vyvolá aktivaci a proliferaci fibroblastů. Jejich činnost následně vede k ukládání extracelulární matrix a výstavbě pojivové tkáně. Tento komplexní proces tkáňové obnovy je regulován ve smyslu rovnováhy syntézy a degradace tak, aby byla zajištěna obnova architektury tkáně. Za patologických podmínek jako jsou vážná, dlouhodobá, opakovaná poškození tkáně či poruchy regulace v procesu hojení, může docházet k progresivním změnám s ireverzibilním fibrotickým poškozením.

## Příklady fibrotických procesů

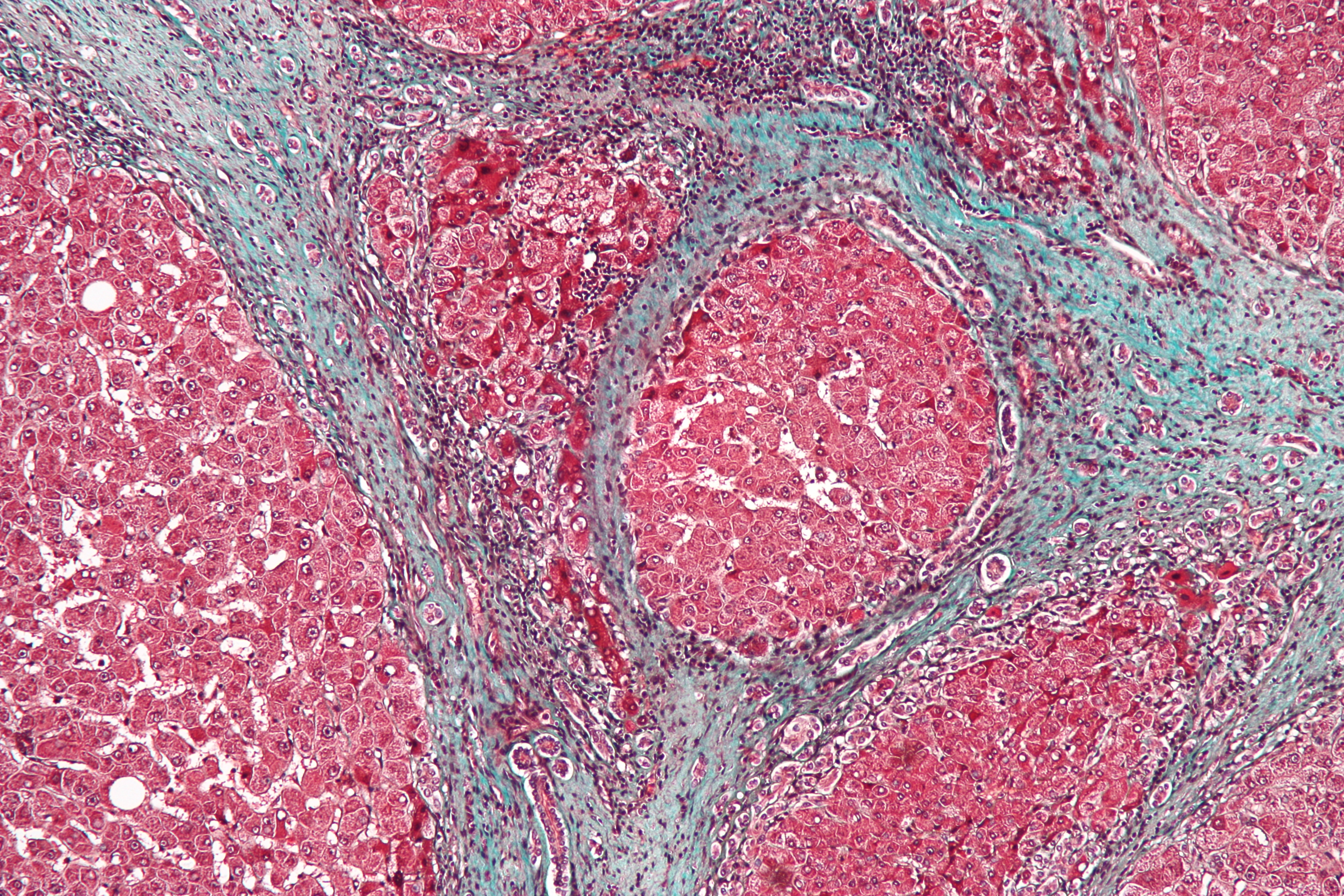
Histologický preparát jaterní cirhózy, barveno trichromem

Fibrotický proces postihuje řadu tkání, typicky v důsledku zánětu či poškození:
- Plíce
  - Plicní fibróza – skupina plicních chorob
    - Cystická fibróza
    - Idiopatická plicní fibróza

- Játra
  - Jaterní cirhóza

- Srdce
  - Endomyokardiální fibróza

- Mozek
  - Gliová jizva

- Další
  - Artrofibróza (klouby)
  - Dupuytrenova kontraktura (ruka)
  - Morbus Peyronie (penis)
  - Mediastinální fibróza (mediastinum)
  - Myelofibróza (kostní dřeň)
  - Retroperitoneální fibróza (retroperitoneum)
  - Systémová nefrogenní fibróza (více orgánů)
  - Systémová sklerodermie (více orgánů)